# 弱微分
在数学中，弱微分（Weak Derivative）是一个函数的微分（强微分）概念的推广，它可以作用于那些勒贝格可积（Lebesgue Integrable）的函数，而不必预设函数的可微性（事实上大部分可以弱微分的函数并不可微）。一个典型的勒贝格可积函数的空间是{\displaystyle L^{1}([a,b])}。在分布中，可以定义一个更一般的微分概念。

## 定义
令{\displaystyle u}是一个在{\displaystyle L^{1}([q,p])\ }中的勒贝格可积的函数，称{\displaystyle v\in L^{1}([q,p])}是{\displaystyle u}的一个弱微分，如果
{\displaystyle \int _{q}^{p}u(t)\varphi '(t)dt=-\int _{q}^{p}v(t)\varphi (t)dt}
其中{\displaystyle \varphi }是任意一个连续可微的函数，并且满足{\displaystyle \varphi (p)=\varphi (q)=0}。
推广到{\displaystyle n}维的情形，如果{\displaystyle u}和{\displaystyle v}是{\displaystyle L_{loc}^{1}(U)}中的函数（在某个开集{\displaystyle U\subset \mathbb {R} ^{n}}中局部可积），并且{\displaystyle \alpha }是一个多重指标，那么{\displaystyle v}称为{\displaystyle u}的{\displaystyle \alpha }次弱微分，如果
{\displaystyle \int _{U}uD^{\alpha }\varphi =(-1)^{|\alpha |}\int _{U}v\varphi }
其中{\displaystyle \varphi \in C_{c}^{\infty }(U)}是一个任意给定的函数，即给定的支撑集含于{\displaystyle U}的无穷可微的函数。
如果{\displaystyle u}的弱微分存在，一般被记为{\displaystyle D^{\alpha }u}。可以证明，一个函数的弱微分在测度意义是唯一的，即如果有两个不同的弱微分，其仅可能在一个零测集上存在差异。

## 例子
函數 {\displaystyle u:[-1,1]\to [0,1]:t\mapsto u(t)=|t|} 在 {\displaystyle t=0} 並不可微，但具有以下被稱為符號函數的弱微分：
{\displaystyle v:[-1,1]\to [-1,1]:t\mapsto v(t)={\begin{cases}1\quad &{\textrm {if}}\,t>0\\0\quad &{\textrm {if}}\,t=0\\-1\quad &{\textrm {if}}\,t<0\\\end{cases}}}

## 性质
如果两个函数是相同函数的弱导数，那么它们除了在一个勒贝格测度为零的集合上以外相等，也就是说，它们几乎处处相等。如果我们考虑函数的等价类，其中两个函数是等价的如果它们几乎处处相等，那么弱导数是唯一的。
此外，如果u是可微的，那么它的弱导数与导数相同。因此弱导数是导数的推广。更进一步，两个函数的和与积的导数公式对弱导数也是成立的。